# BRCA2

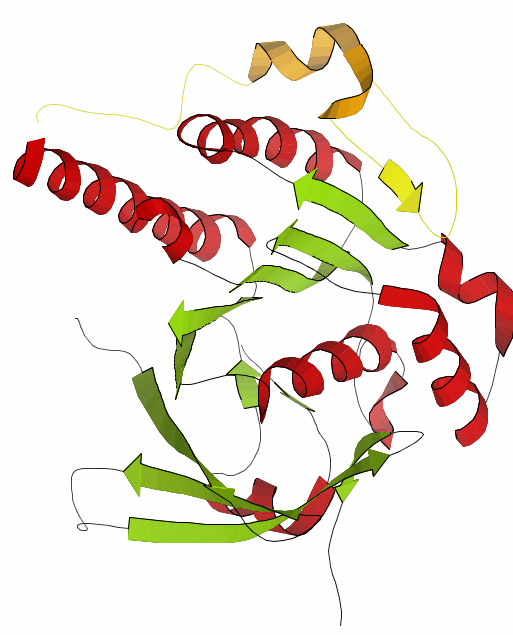
Bändermodell des Komplexes aus RAD51 (Aminosäuren 97-339) und der vierten BRCA2-Domäne (Aminosäuren 1517–1551), nach PDB.

BRCA2 ist ein Protein in den Zellkernen der meisten Eukaryoten, das als Untereinheit mehrerer Proteinkomplexe eine Schlüsselrolle bei der DNA-Reparatur und der homologen Rekombination einnimmt. Beim Menschen wird BRCA2 hauptsächlich in Brust- und Thymusdrüse, sowie in der Lunge, den Eierstöcken und der Milz produziert. Heterozygote Mutationen im BRCA2-Gen sind für erhöhtes Risiko für Bauchspeicheldrüsenkrebs, Brust- und Eierstockkrebs verantwortlich. Das Gen wird daher zur (veralteten) Klasse der Tumorsuppressorgene gezählt.

## Name
BRCA2 ist eine Abkürzung für den englischsprachigen Ausdruck BReast CAncer 2, early-onset (deutsch: Brustkrebs 2, frühe Manifestation), in einigen Publikationen wird das Gen auch als Brustkrebsgen 2 bezeichnet.

## Genlokalisation
Das BRCA2-Gen liegt auf dem langen Arm (q-Arm) von Chromosom 13, Genlocus 13.1. Es reicht von Basenpaar 31.787.616 bis Basenpaar 31.871.804, das heißt, es umfasst 84.193 Basenpaare. Das daraus codierte Protein besteht aus 3418 Aminosäuren und hat eine molare Masse von 384.225 Da.

## Biologische Funktion
Das BRCA2-Protein bindet an RAD51 und PALB2. Der Komplex mit RAD51 bindet mit Hilfe von PALB2 an DNA-Doppelstrangbrüche und leitet die DNA-Reparatur ein. BRCA2 wird für die Bildung der RAD51-Nukleofilamente benötigt, indem es RPA vom resezierten DNA-Abschnitt entfernt und durch Rad51 ersetzt. BRCA2 wird auch zur Reparatur von Strangbrüchen bei der meiotischen und der mitotischen Zellteilung benötigt. BRCA2 ist daher essenziell für die genetische Stabilität einer eukaryotischen Zelle.
Ein vollständiger Funktionsverlust beider BRCA2-Gene in den Keimzellen führt zum Tod im frühen Embryonalstadium. Bei  Mutationen mit einer geringen Rest-Aktivität kommt es zu einer Fanconi-Anämie Gruppe D Typ 1 mit einer chromosomalen Instabilität (Chromosomenbruchsyndrom) und oftmals mit Entwicklungsstörungen wie Mikrocephalie, Kleinwuchs, Knochenfehlbildungen, anormalen Hautpigmentierungen (besonders Café-au-lait-Flecken), frühzeitigem Knochenmarkversagen (Myelosuppression) sowie einem hohen Risiko für solide Tumoren und Akute myeloische Leukämie. Wenige Kinder erleben das Erwachsenwerden.
Darüber hinaus spielt BRCA2 eine Rolle bei der Oogenese, der Entwicklung der Eierstöcke. Da auch bei der Meiose Doppelstrangbrüche zu reparieren sind, was bei teilweisem Verlust der BRCA2-Funktion gehemmt ist, finden sich in Tiermodellen und bei Mutationen mit reduzierter BRCA2-Funktion vermindert Oozyten und eine frühzeitige Depletion der Eierstöcke, bis hin zu einem Fehlen von Eierstöcken und einer Sterilität. Bei Männern werden ebenfalls genitale Fehlbildungen, eine Gonadenhypoplasie sowie Sterilität beschrieben.

## Risiko und Erkennung
Frauen und Männer mit einer Keimbahnmutation in BRCA2 haben ein erhöhtes Risiko, an Brust- oder Eierstockkrebs, aber auch an anderen Krebsarten zu erkranken.
Mit Hilfe einer DNA-Analyse kann festgestellt werden, ob ein Patient eine mutierte Form des BRCA2-Gens hat. Für Frauen und Männer mit familiärer Belastung für Brust- und Eierstockkrebs übernehmen die gesetzlichen Krankenkassen meist die Kosten für Beratung im Zentrum, Gentest und Früherkennungsprogramm. Als sinnvoll wird die Durchführung des Tests angesehen, wenn eines der folgenden Kriterien in einer familiären Linie (maternal oder paternal) zutrifft:
- mindestens zwei Personen in der Familie sind oder waren an Brustkrebs erkrankt, davon mindestens eine vor dem 51. Lebensjahr
- drei Personen mit Brustkrebs in der Familie (unabhängig vom Erkrankungsalter)
- eine Erkrankung in der Familie mit einseitigem Brustkrebs und einem Erkrankungsalter vor dem 36. Lebensjahr
- ein Fall von beidseitigem Brustkrebs in der Familie, wobei die erste Erkrankung im Alter von 50 Jahren oder früher aufgetreten ist
- ein Fall von Eierstockkrebs in der Familie, wenn die Erkrankung vor dem 41. Lebensjahr aufgetreten ist
- ein Fall in der Familie mit Brust- und Eierstockkrebs
- ein Mammakarzinom bei einem Mann
- zwei oder mehr Fälle von Eierstockkrebs in der Familie.[8]

Vor und nach Durchführung des Gentests sind intensive Gespräche mit den Patienten von großer Wichtigkeit.

## Entdeckung
Das BRCA2-Gen wurde 1994 von Michael Stratton und Richard Wooster am Institute of Cancer Research der Universität London entdeckt.